# Limnephilus extractus
Limnephilus extractus is een schietmot uit de familie Limnephilidae. De soort komt voor in het Nearctisch gebied.